# Alessandro Pistone
Alessandro Pistone (Milano, 27 luglio 1975) è un allenatore di calcio ed ex calciatore italiano, di ruolo difensore.

## Carriera

### Club
Debutta nel calcio professionista all'età di 18 anni, con la Solbiatese, in serie C2, collezionando 20 partite ed un gol.
L'anno seguente passa al Crevalcore, in Serie C1, dove gioca 29 partite e mette a segno 4 gol. 
Nell'estate del 1995 passa al Vicenza, in Serie A, dove gioca 6 partite, prima di passare all'Inter nella sessione invernale del calciomercato. Con i neroazzurri sigla un biennale da 1,5 miliardi di lire a stagione. Il primo anno, sotto la guida di Roy Hodgson, colleziona 19 presenze ed un gol. Nella stagione 1996-1997 assomma invece 26 apparizioni da titolare.
Nel 1997 passa al Newcastle di Kenny Dalglish per 12 miliardi di lire. Con la maglia bianconera gioca tre stagioni, collezionando 46 partite ed un gol, e raggiunge la finale di FA Cup nel 1998, poi persa contro l'Arsenal.
Nel 2000 si trasferisce all'Everton, dove milita fino alla stagione 2006-2007, collezionando 103 gare ed un gol (all'esordio contro il Bolton Wanderers).
Il 7 dicembre 2007 raggiunge un accordo annuale con la squadra belga del Mons, ed a fine stagione si ritira dal calcio giocato.

### Nazionale
Con la nazionale Under 21 ha giocato 13 partite con 2 gol, vincendo il Campionato Europeo di categoria nel 1996. Ha partecipato inoltre ai Giochi olimpici 1996.

### Allenatore
Dopo un'esperienza con gli allievi dell'Aldini Bariviera, nel 2013 diventa allenatore della Beretti nazionale del Varese, incarico che mantiene fino alla stagione 2014/2015.
Inizia la stagione 2015-2016 allenando la prima squadra dell'Oggiono, società militante nel campionato di Eccellenza lombarda, ma lascia l'incarico già ad ottobre, dopo cinque giornate in cui raccoglie tre punti, frutto di tre pareggi e due sconfitte.

## Palmarès

### Nazionale

#### Competizioni giovanili
- Campionato d'Europa Under-21: 1

Spagna 1996